# Krisztina Tóth (Autorin)

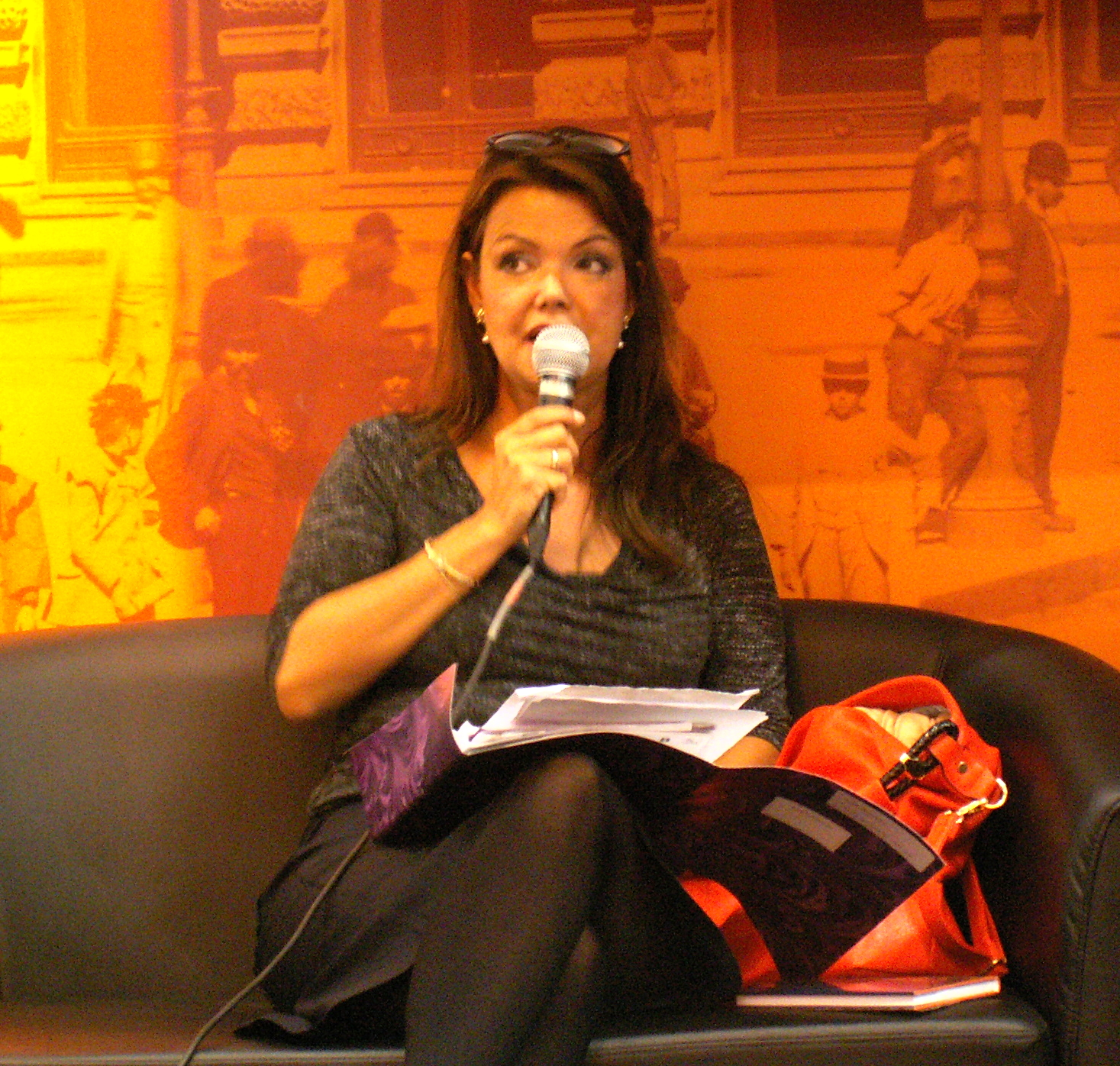
Krisztina Tóth (2015)

Krisztina Tóth (geboren  5. Dezember 1967 in Budapest) ist eine ungarische Autorin.

## Leben
Krisztina Tóth lernte Bildhauerei an einer Fachmittelschule und arbeitete auf diesem Gebiet. Nach dem Abitur 1986 studierte sie ungarische Philologie an der Eötvös-Loránd-Universität in Budapest und war als Stipendiatin in Paris. Sie gab 1996 eine Anthologie französischer Gegenwartslyrik in ungarischer Übersetzung heraus. 1989 erschien ihr erster Lyrikband Őszi kabátlobogás (Mantelschwenken im Herbst), anschließend wurden regelmäßig Gedichtbände von ihr veröffentlicht. Im Jahr 2000 erhielt sie den Attila-József-Preis. Ihr erster Erzählband Strichcode wurde 2007 mit dem Sándor-Márai-Preis ausgezeichnet.

## Werke (Auswahl)
- Vonalkód: tizenöt történet. Budapest: Magvető Kiadó, 2006
  - Strichcode. Fünfzehn erzählte Begebenheiten. Übersetzung Ernö Zeltner. Berlin: Berlin Verlag, 2011
- Pixel. Budapest: Magvető Kiadó, 2011
  - Pixel. Erzählungen. Übersetzung György Buda. Nischen Verlag, 2013
- Akvárium. Budapest: Magvető Kiadó, 2013
  - Aquarium. Roman. Übersetzung György Buda. Berlin: Berlin Verlag, 2015[1]
- Pillanatragasztó. Budapest: Magvető Kiadó, 2014